# Radioplayer

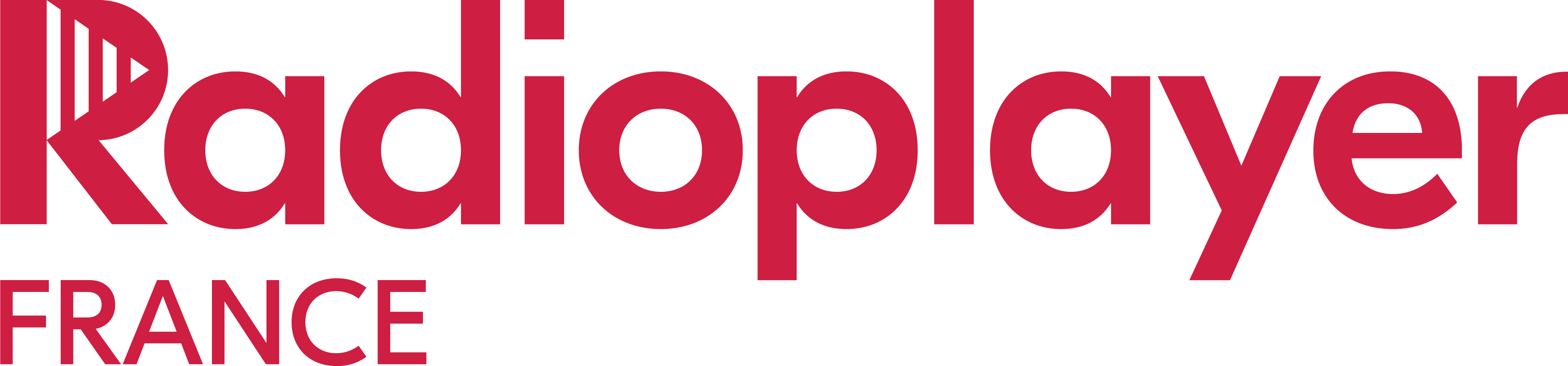
En 2021, radioplayer se expandió a Francia con la página radioplayer.fr

Radioplayer es una plataforma de radio, creada y gestionada por radiodifusores en el Reino Unido, y operada bajo licencia en otros países a través de Radioplayer Worldwide Ltd., una organización sin ánimo de lucro cuya misión es fortalecer la escucha de radio en los dispositivos conectados.
Radioplayer España  es la versión para este país de la familia Radioplayer. Lanzada el 29 de octubre de 2019 gracias al apoyo de los principales grupos de radiodifusión (Atresmedia, Ábside Media, el Grupo KISS Media, RTVE, Prisa y las emisoras de radio asociadas a FORTA). Actualmente ofrece más de 360 emisoras de radio a través del reproductor web, apps para dispositivos móviles y una creciente gama de integraciones para altavoces y televisiones conectadas.

## Historia
El 31 de marzo de 2011 se lanza Radioplayer UK con el objetivo de ofrecer una forma sencilla y accesible de escuchar la radio a través de Internet.
Fue el resultado del trabajo interno realizado en la BBC (la radio pública del Reino Unido). Michael Hill dirigió el proyecto desde marzo de 2009 trabajando con Tim Davie, entonces Director de BBC Audio & Music. Posteriormente, Hill fue nombrado Managing Director de UK Radioplayer Ltd el 28 de julio de 2010, cargo que sigue ocupando en la actualidad.
Inicialmente, Radioplayer ofrecía un reproductor web de radio, que las emisoras de radio asociadas enlazaban en sus propias webs. El 5 de octubre de 2012, Radioplayer lanzó una aplicación móvil para teléfonos iOS, la versión de Android poco después, y una aplicación para tabletas en 2013. Posteriormente, se fueron lanzando nuevas versiones compatibles con Android Wear, Android Auto, Smart Device Link, Apple Watch, Apple CarPlay, Chromecast y Airplay. En septiembre de 2016, Radioplayer anunció que había sido elegido por Amazon para integrarse con su nuevo dispositivo 'Echo' controlado por voz, antes de su lanzamiento en el Reino Unido. En julio de 2017, Radioplayer se integró con la plataforma de altavoces Sonos. Actualmente, Radioplayer también ofrece integración con los altavoces Google Home y Bose, así como aplicaciones nativas para las distintas televisiones conectadas.
A partir de 2013, la tecnología Radioplayer es licenciada a otros países, estando presente en la actualidad en los principales países de Europa y Canadá. 

## Radioplayer en los coches
En febrero de 2017 se lanzó Radioplayer Car, un receptor de radio híbrida que elige, de manera automática, entre la emisión en FM, DAB y streaming (emisión por internet) para encontrar la señal más fuerte. Radioplayer Car se comercializó como el primer adaptador de radio híbrida para automóviles controlado por voz.
Este proyecto innovador supuso el lanzamiento ese mismo año de la “WRAPI” (API de Radioplayer Worldwide), una fuente de datos para radios inteligentes en coches conectados que, además de permitir el modelo de radio híbrida (cambiando entre las emisiones en FM, DAB y en línea), posibilita el desarrollo de radios de nueva generación, con recomendaciones personalizadas, búsquedas y contenidos bajo demanda.
En agosto de 2017, el Grupo Audi/VW fue el primer fabricante de automóviles en llegar a un acuerdo con Radioplayer para el uso de la WRAPI en los nuevos modelos de Audi. Actualmente, son varios los modelos de Audi que integran esta tecnología.
En 2018, Radioplayer desvela Reference Radio, su prototipo de radio con pantalla táctil, con el objetivo de demostrar cómo la tecnología inteligente “híbrida” puede ayudar a mejorar la experiencia de escucha de radio en los automóviles. En el acto de presentación en Berlín, Michael Hill declaró que el proyecto Reference Radio muestra cómo la radio del futuro puede ser sencilla, inteligente y “sexi”.
En junio de 2020, Radioplayer y el Grupo Audi/VW firman un nuevo acuerdo, por el que Radioplayer continuará dando soporte a los automóviles con radio híbrida del Grupo (Audi, VW, Porsche y Lamborghini) y colaborará en futuras integraciones y el desarrollo de nuevas funcionalidades.
Sólo un mes después, Radioplayer anuncia su colaboración con Polestar, la innovadora marca de automóviles eléctricos de Volvo, siendo elegido como socio en el lanzamiento del modelo Polestar 2, el primer automóvil que presenta un sistema de infoentretenimiento desarrollado íntegramente sobre el sistema operativo Android Automotive.
En marzo de 2021 se anuncia la nueva colaboración entre Radioplayer y Grupo BMW, por el que el fabricante de coches usará los metadatos oficiales de los radiodifusores a través de la API de Radioplayer Worldwide (WRAPI) para poder crear una increíble interfaz de radio.
En 2022, Radioplayer lanza su aplicación gratuita "Radioplayer for Renault", que ofrece el acceso a las emisoras de los países europeos donde Radioplayer está presente, así como a podcasts y contenidos bajo demanda, a través del sistema OpenR Link con Google integrado de Renault. El alcance de este primer acuerdo ha sido ampliado en 2023, mediante la firma de un acuerdo a largo plazo para el desarrollo de la radio híbrida en los nuevos modelos Renault. Este nuevo acuerdo hará que los automóviles de Renault muestren la información oficial de las emisoras (por ejemplo, logos, descripciones, información de qué está sonando) y ambas organizaciones colaboren en el desarrollo de funcionalidades avanzadas de radio híbrida para mejorar y personalizar la experiencia de escucha.
Gracias a los acuerdos ya firmados, Radioplayer alimentará la radio de casi la mitad de los nuevos coches vendidos en Europa.
Actualmente, asegurar el futuro de la radio en los automóviles, de una forma simple pero innovadora, es uno de los pilares de Radioplayer. Para ello, trabaja con fabricantes de automóviles y equipos de sonido y en el desarrollo de las mejores aplicaciones:
- Proporcionando metadatos oficiales, de calidad y fiables, para automóviles conectados, a través de la WRAPI (Worldwide Radioplayer API).
- Colaborando en el diseño de radios híbridas inteligentes, que unen la emisión en FM/DAB con la emisión en línea, contenidos a la carta, logos e interfaces gráficas enriquecidas.
- Ofreciendo la app Radioplayer para Android Automotive, disponible para su descarga y uso en todos los automóviles con este sistema operativo integrado.
- Ofreciendo integraciones como Apple Car Play o Android Auto.

## Internacional
A través de Radioplayer Worldwide, la tecnología de Radioplayer es licenciada a miles de emisoras de radio en diferentes países:
| País         | Lanzamiento                          | Website                 |
| Alemania     | -                                    | radioplayer.de          |
| Austria      | 2015                                 | radioplayer.at          |
| Bélgica      | 2014 (en francés) 2019 (en holandés) | radioplayer.be          |
| Canadá       | 2017                                 | radioplayer.ca          |
| Dinamarca    | 2019                                 | mereradio.dk            |
| España       | 2019                                 | https://radioplayer.es/ |
| Francia      | 2021                                 | radioplayer.fr          |
| Grecia       | 2023                                 | radioplayergreece.gr    |
| Irlanda      | 2015                                 | radioplayer.ie          |
| Italia       | 2020                                 | radioplayeritalia.it    |
| Luxemburgo   | 2023                                 | radioplayer.lu          |
| Noruega      | 2013                                 | radioplayernorge.no     |
| Países Bajos | 2020                                 |                         |
| Reino Unido  | 2011                                 | radioplayer.uk          |
| Suecia       | 2021                                 |                         |
| Suiza        | 2018                                 | swissradioplayer.ch     |